# E편한세상 오산세교
e편한세상 오산세교(영어:  e Pyeonhansesang Osan Segyo)는 대한민국 경기도 오산시 지곶동에 위치한 아파트 단지이다. 2018년에 완공하였다. 23개동, 2,050세대이다. 